# 全国保険医団体連合会
全国保険医団体連合会（ぜんこくほけんいだんたいれんごうかい、略称　保団連（ほだんれん））は、日本の保険診療医であることを加盟資格とした任意団体。各都道府県の保険医協会（保険診療医の希望者らで組織された任意団体・民主団体）に自主加盟する保険医で構成された民主団体による連合組織である。日本共産党の指導と援助により結成された全国労働組合総連合(全労連)の友誼団体の一つ。

## 概要
1961年に国民皆保険制度が導入されると、一部の都府県に保険医協会・保険医会が設立された。そして、1969年1月26日に、東京、神奈川、愛知、京都、大阪、福岡の一都二府三県の六協会（6団体）・個人会員あわせて10,116名で全国保険医団体連合会（初代会長・中野信夫）が結成された。　
1958年に「自民党政府の軍拡競争への加担が（日本の）社会保障の後退と失業問題の深刻化をまねいている」として設立された中央社会保障推進協議会（中央社保協）に、日本共産党の指導と援助で結成されたナショナルセンターである全国労働組合総連合（全労連）などと共に加盟している。保団連は、全日本民主医療機関連合会（全日本民医連）、日本医療福祉生活協同組合連合会（医療福祉生協連）、日本医療労働組合連合会（医労連）、新日本医師協会（新医協）と連携し、5団体で医療団体連絡会議（医団連）を結成している。  
医療生協・民医連と共に、日本共産党中央をトップとし、組織上部の決めた方針にその他が従う民主集中制組織である。保団連を構成する「保険医協会（保険医会）」は、保険医療のみを行う医師・歯科医師らが任意で加盟する団体である。各都道府県ごとに保険医協会が設立されている。
2006年2月1日時点では、101,405名の開業医が加入している（医科64,772名、組織率65.1%  歯科36,633名、組織率57.7%)

### 保険医協会
ドイツにも「保険医協会」（Kassenarztliche Vereinigung）と翻訳できる組織が存在するが、これは公法上の社団法人で疾病金庫から給付金を交付される公的機関であり、ドイツの保険医は自動的に加盟させられる強制加入団体である。
これに対し、日本の保団連、保険医協会は任意団体であり、保険医の加盟は義務ではない。

## 政治活動や主張
全労連の定期大会祝電メッセージを寄せている。2014年の政治資金収支報告書によると、2014年沖縄県知事選挙の前に翁長雄志の政治資金団体へ日本共産党沖縄県委員会から約37万円、全国保険医団体連合会会員から約340万円分の「パーティ券購入」による政治献金がされている。
2015年には機関誌「月刊保団連」にて、日本の集団的自衛権に反対し、「『（日本国憲法）第九条』の国」から 「日米安全保障条約（安保）」体制に基づいて、米国に従属し、米国と共に世界中で侵略戦争をする「『安保』の国」に改めようとしている」とした。
2017年3月6日に保団連内の「非核平和部長」の名で保団連として共謀罪への反対を表明。
2018年には保団連として、原発ゼロのアピールを採択した。
2019年1月に保団連50周年にて、日吉雄太衆院議員（自由党）、住江憲勇保団連会長、小池晃日本共産党書記局長、初鹿明博衆院議員（立憲民主党）が壇上へ上がり、野党共闘による安倍政権打倒への賛意を示した。そして、日本共産党の小池書記局長が、保団連の取組について、「市民と野党の共闘の時代に大きな役割を発揮しつつある」と賛美した。